# اراسموس ماندوس

برنامه اراسموس

در سال ۱۹۸۷ اتحادیه اروپا برنامه‌ای را تدوین کرد که در آن می‌بایستی دانشگاه‌های اروپایی با اعطای بورس‌های تحصیلی نیروی انسانی جوان از کشورهای غیر اروپایی جذب کنند این برنامه که برنامه اراسموس نام داشت در فناوری‌های پیشرفته شروع به جذب نیروی انسانی کرد وموفقیت آن به حدی بود که برنامه‌ای مشابه به نام SOCRATES programme نیز در سال ۱۹۹۴ دایر شد که تا سال ۱۹۹۹ ادامه یافت. این برنامه با تغییراتی از سال ۲۰۰۰ تحت نام Socrates II programme از سر گرفته شد و تا سال ۲۰۰۶ به جذب دانشجویان دیگر کشورها پرداخت و از سال ۲۰۰۶ جای خود را به Lifelong Learning Programme داده‌است که قرار است تا سال۲۰۱۳ ادامه داشته باشد. در مجموع برنامه ERASMUS توانست ۲۱۹۹ دانشجو برنامه Socrates یک ودو ۱٫۴ میلیون دانشجو را رهسپار اروپا کرد که این در نوع خود موفقیت بزرگ برای این قاره محسوب می‌شد. هم‌اکنون بورسهای تحصیلی این برنامه‌ها از معتبرترین بورسهای تحصیلی در جهان محسوب شده و به دلیل توجه خاص کشورهای اروپایی به این برنامه‌ها، فارغ التحصیلان این برنامه‌ها از فرصت‌های شغلی خوبی در اروپا و حتی کشورهای آمریکا و کانادا برخوردارند. فناوری نانو به عنوان یکی از اولویت‌های اصلی اتحادیه اروپا محسوب می‌شود به همین جهت تأمین نیروی انسانی در این حوزه یکی از برنامه‌های اصلی این اتحادیه‌است. مطابق گزارش کمیسیون اروپا این قاره تا سال ۲۰۱۵ با کمبود نیروی انسانی متخصص در حوزه فناوری نانو روبرو است به شکلی که اگر اقدامی برای رفع این معضل صورت نگیرد، کمبود نیروی انسانی به یکی از گلوگاه‌های اصلی در این فناوری در سال ۲۰۱۵ تبدیل خواهد شد. از این رو برنامه‌ای به عنوانErasmus Mundus در سال ۲۰۰۴ راه اندازی شد که تا سال ۲۰۰۸ ادامه دارد. بودجه این برنامه ۲۳۰ میلیون یورو بوده که توسط کمیسیون اروپا تأمین می‌شود. میزبان این برنامه کشورهای آلمان، بلژیک، هلند و سوئد هستند و دانشجویان ملزم به گذراندن دوره‌های تحصیلی خود در دو کشور از این چهار کشور هستند. به این شکل که دوره تحصیلی (که در این برنامه ۲ سال است) به دو بخش یک ساله تقسیم شده و دانشجویان ملزم به گذراندن سال اول در یک کشور (در یک گرایش خاص) وسال دوم در کشور دیگر (در گرایشی دیگر) هستند. دانشجویان در انتخاب گرایش و کشور مقصد مختار بوده و بر حسب علاقه این انتخاب صورت می‌گیرد، به این ترتیب، فرصتی برای آشنایی آن‌ها با سبک‌های زندگی، فرهنگ‌ها و زبان‌های اروپایی ارائه شود. به هر دانشجو کمک بلاعوض ۲۱هزار تا ۴۲هزار یورو براساس مدت آموزش اختصاص می‌یابد؛ در سال ۲۰۰۶ دو ایرانی موفق به اخذ این بورسهای تحصیلی شدند.